# Zilveroortimalia
De zilveroortimalia of zilveroornachtegaal (Leiothrix argentauris) is een zangvogel behorend tot de familie Leiothrichidae.

## Kenmerken
De vogel heeft een lengte van 17 centimeter. De kop, de achterkop en de wangen van het mannetje zijn diep blauwzwart met een grijze oogstreep. De keel is geel en de nek is rood, overgaand naar blauwgrijs in de rug. De buik en het onderlichaam hebben een lichtgrijze kleur. De bovenste staartdekveren zijn bruin en de onderste staartdekveren geelachtig rood. De vleugels zijn blauwgrijs als de rug, de grote slagpennen zijn oranjerood met brede, zwarte zomen. De ogen zijn bruin, de snavel geel en de poten rozerood. Het vrouwtje heeft een minder scherpe tint en heeft een grauwere rug met een witte onderzijde. De rode en oranje kleuren op borst, nek en vleugels zijn minder fel en het rood in stuit en keel ontbreekt.

## Voortplanting
Het vrouwtje legt drie tot vier lichtgroenblauwe eieren met roodbruine en bruine wolkjes en vlekjes. Na een broedtijd van ongeveer twee weken komen de jongen uit.

## Verspreiding en leefgebied
Deze soort komt voor van de Himalaya tot Sumatra en telt negen ondersoorten:
- L. a. argentauris: de centrale en oostelijke Himalaya, noordelijk Myanmar en zuidwestelijk China.
- L. a. aureigularis: Zuidelijk Assam (noordoostelijk India) en westelijk Myanmar.
- L. a. vernayi: noordoostelijk Assam (noordoostelijk India), noordelijk Myanmar en zuidelijk China.
- L. a. galbana: oostelijk Myanmar en noordwestelijk Thailand.
- L. a. ricketti: zuidelijk China en noordelijk Indochina.
- L. a. cunhaci: zuidelijk Indochina.
- L. a. tahanensis: Malakka.
- L. a. rookmakeri: noordwestelijk Sumatra.
- L. a. laurinae: Sumatra (uitgezonderd in het noordwesten).

De vogel komt voor in dicht loofhout en onderbegroeiing in bergwouden. Gedurende de winterperiode daalt hij af naar lagere terreinen om zich daar aan te sluiten bij andere soortgenoten.

## Status
De grootte van de populatie is niet gekwantificeerd maar de soort wordt omschreven als vrij algemeen. Op de Rode lijst van de IUCN heeft deze soort de status niet bedreigd.